# Burschenwanderung
Burschenwanderung, op. 389, är en polka-française av Johann Strauss den yngre. Den framfördes första gången som körversion den 7 december 1880 i Sofienbad-Saal i Wien och i orkesterversion den 6 mars 1881 i Stora konsertsalen i Musikverein.

## Historia
Den 1 oktober 1880 hade Johann Strauss operett Das Spitzentuch der Königin premiär på Theater an der Wien. Texten byggde på en pjäs av Heinrich Bohrmann, Cervantes, från 1879. Bohrmann skrev ursprungligen libretto till Franz von Suppé men då denne avböjde gick anbudet till Strauss. Operetten fick god kritik men Strauss tvivlade på att den skulle bli långvarig på repertoaren. Detta hindrade inte teateragenten Gustav Levy som snabbt lyckades få upp operetten i Berlin, Graz, Hamburg, Hannover, Lemberg, Budapest, Prag, München och Trieste. I Wien dirigerade Strauss själv vid en välgörenhetskonsert den 20 oktober och avreste därpå iväg i fyra veckor för att övervara premiärerna i Berlin och Hamburg.
Innan han lämnade Wien hade han emellertid ett åtagande kvar. Rudolf Weinwurm, kormästare för manskören Wiener Männergesang-Verein och den första som framförde Strauss körvalser An der schönen blauen Donau (1867) och Wein, Weib und Gesang (1869), hade nyligen utnämnts till körledare för Akademiska sångföreningen i Wien (Akademischen Gesangvereins der Wiener Hochschulen). Det var i den befattningen som Weinwurm bad Strauss att komponera ett nytt körverk till sin första "Liedertafel" (Sångprogram) med kören den 7 december 1880. Strauss tog Don Sanchos kuplett (Nr. 12) ur Das Spitzentuch der Königin och arrangerade om den till en polka. Texten var hämtat från en dikt av August Seuffert (1844-1904), vilken besjunger studentlivets fröjder med mycken dryck och hyllar minnet av den legendariske Herr von Rodenstein som lär ha varit en from adelsman från Odenwald som dog som pilgrim i Rom på 1500-talet.
Den 6 mars framfördes den rena orkesterversionen av Burschenwanderung vid en söndagskonsert i Musikverein under ledning av Eduard Strauss.

## Om polkan
Speltiden är ca 3 minuter och 46 sekunder (orkesterversionen) och ca 4 minuter och 39 sekunder (körversionen) plus minus några sekunder beroende på dirigentens musikaliska tolkning.
Polkan var ett av sju verk där Strauss återanvände musik från operetten Das Spitzentuch der Königin:
- Rosen aus dem Süden, Vals, Opus 388
- Burschenwanderung, Polka-francaise, Opus 389
- Gavotte der Königin, Opus 391
- Spitzentuch-Quadrille, Kadrilj, Opus 392
- Stürmisch in Lieb' und Tanz , Polka-Schnell, Opus 393
- Liebchen schwing Dich, Polkamazurka, Opus 394
- Matador-Marsch, Marsch, Opus 406

## Weblänkar
- Burschenwanderung i Naxos-utgåvan.